# La Gossa Sorda
La Gossa Sorda fue un grupo musical español que cantaba en valenciano, procedente de la localidad de Pego, en la provincia de Alicante. Entre los estilos de música que abarcan se encuentran el rock, punk, reggae, y Sandx, con la utilización de muchos ritmos mediterráneos y otras influencias. Sus letras son muy directas y en ellas defienden la independencia de los denominados Países Catalanes.
Utilizan instrumentos del folclore local tales como la dulzaina.

## Historia
El grupo se formó en Pego, en la provincia de Alicante, a principios del año 1999 dieron su primer concierto, aunque en 1997 iniciaron sus ensayos como banda. Cuando los integrantes de la banda tenían tan solo 19 años. Aunque desde sus inicios han recibido críticas desde la oposición por las letras de las canciones, pero los integrantes del grupo afirman que eso nunca les ha frenado. Aunque sus primeros pasos fueron difíciles, pues habían pocos grupos que escribían en lengua valenciana, y fue una revolución para la Comunidad Valenciana.
Con la publicación de su primer disco Vigila, dan el salto hacia otras localidades valencianas y catalanas, como en el festival Rebrot, en el año 2003. Su segundo disco fue Garrotades . En 2008 publicaron Saó, que fue presentado el 28 de marzo en Pego. En él, el grupo añadió otros géneros musicales como el reggae. Posteriormente colaboraron en el sencillo Raíces del grupo La Raíz. En 2010 presentaron su cuarto trabajo, l’Últim Heretge. En 2014, publicaron el álbum La Polseguera.
Finalmente mediante un comunicado en la red social ''Facebook'' dieron a conocer que durante 2015 y principios de 2016 sería su última gira, por lo tanto el grupo dejó de estar activo a principios de 2016. Aunque la discografía quiere mantener el legado del grupo, con un disco doble que contiene las canciones más emblemáticas del grupo, elegidas por los artistas para que los aficionados puedan disfrutar de su música. Álbum titulado Batalles i Cançons. 

## Discografía
- La gossa està que bossa - 2000: Maqueta que contiene las canciones que ganaron el concurso Rock en valencià del Consell de Joventut.[5]
  1. La Lluna Guerrillera
  2. Què volen aquesta gent?
  3. La font dels quatre xorros
  4. Cassalla contra Espanya
  5. Sóc
- Vigila - 2003: Disco ganador del premio Promocions 2003 de Radio Nova.[6]

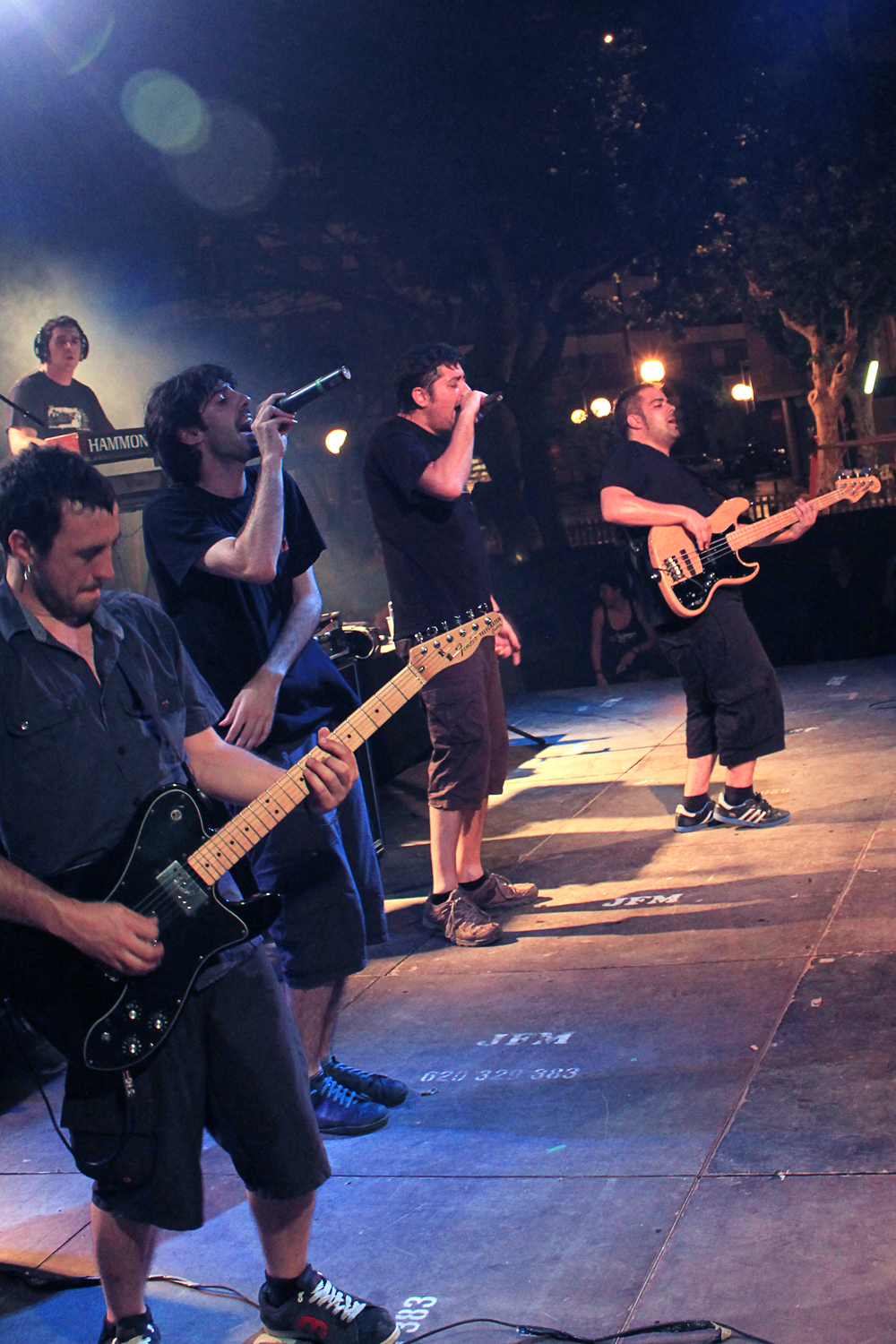
Concierto de La Gossa Sorda

  1. Batiste Ceba
  2. Estàs fotut
  3. Senyor pirotècnic
  4. Cada dia
  5. Vigila
  6. Ràdio Bemba
  7. Carnestoltes
- Garrotades - 2006 [7]
  1. Intro
  2. Mos-kou
  3. Garrotades
  4. Colpeja fort
  5. Putrefactes
  6. Vindran
  7. Borinot
  8. Ball de rojos
  9. Mr Bong
  10. Som de la Marina
  11. La guàrdia

- Saó - 2008 [8]
  1. Entre Canuts
  2. Farem Saó
  3. Ultima Volta
  4. De matinada
  5. Camals Mullats
  6. Tres de Pego
  7. Respira
  8. Diuen
  9. Quina calitja
  10. Vianants
  11. El dia que tot rebente
- L'últim heretge 2010 [9]
  1. L’últim heretge
  2. Apocalipsi
  3. Amèrica
  4. Ateu
  5. Cassalla paradise
  6. Dóna’m la mà
  7. Preferiria
  8. L’himne del desencant
  9. Babaloco
  10. Cavallers
  11. Falsos i absurds

- La polseguera 2014 [10]
  1. La polseguera
  2. De cara a la paret
  3. El pecat original
  4. Esbarzers
  5. La nostra sort
  6. La veu trencada
  7. Fa tres anys
  8. Dona d'aigua
  9. Viatge al centre de la guerra
  10. He robat un altre cor
  11. Aire
  12. El forn dels borratxos

## Evolución
El 5 de diciembre de 2012 publicaban en su Twitter oficial que darían su último concierto hasta 2014 en el festival de música en valenciano "Festivern", dando a entender que su separación era producida por la necesidad de un paréntesis en su vida profesional y musical. En enero de 2013 dieron a conocer que aún ofrecerían otro último concierto durante la celebración de las Fallas de Valencia de ese año. En 2014 reaparecieron con un primer concierto en el Viña Rock y con un nuevo álbum y una nueva gira incluyendo un concierto en el festival "Aupa Lumbreiras" en agosto. Aunque como publican en su página de Facebook darán su último concierto a principios de 2016. Finalmente actuaron en el Viña Rock de 2016 y dieron su último concierto en junio de 2016, en Pego su pueblo natal, coincidiendo con las fiestas patronales y despidiéndose así ante el pueblo que les vio nacer como grupo.

## Artistas
Josep Nadal es el cantante principal y fundador de la banda, tras la descomposición de La Gossa Sorda, se introdujo en el mundo de la política formando parte del partido de Compromís, y formó parte del ayuntamiento de Pego. También se presentó como representante del partido en las Cortes Valencianas de 2015 de Alicante.
Alex Seguí tocaba la dulzaina y era cantante secundario del grupo, actualmente tiene sus propios álbumes en los que fusiona elementos electrónicos con reggae, pop y drumybass.
Otra voz de este grupo, fue Cate Giorgi. La batería era tocada por Salvador Bolufer, el bajo por Jordi Martí, la guitarra por Arnau Gimenéz, los teclados por Mark Dasousa y la dlzaina por Hector Peropadre.